# Risonanza magnetica colangiopancreatografica
La risonanza magnetica colangiopancreatografica (conosciuta anche come colangio risonanza magnetica, MRCP o colangio RMN) è una tecnica di imaging medico che utilizza la risonanza magnetica per visualizzare i dotti biliari e il dotto pancreatico in modo non invasivo. Questa procedura può essere utilizzata per determinare se vi sia la presenza di calcoli biliari in un qualsiasi condotto circostante la cistifellea. Tale tecnica è stata introdotta nel 1991.

## Tecnica
La MRCP non necessita di utilizzo di mezzo di contrasto ma fa uso di sequenze di impulsi pesate in T2. Queste immagini mostrano un segnale ad alta intensità per i fluidi stazionari (questi fluidi appaiono iperintensi): pertanto i fluidi contenuti all'interno della cistifellea, dei dotti biliari e del dotto pancreatico, si caratterizzano per un segnale elevato. 
Al contrario i tessuti circostanti (ed in particolare il fegato), così come il sangue danno un segnale a bassa intensità: l'accostamento di queste immagini comporta un contrasto ottimale.
La tecnica permette di effettuare la ricostruzione tridimensionale dell’anatomia del tratto biliare, e ciò favorisce una migliore risoluzione spaziale.

## Protocollo di acquisizione MRCP
Il paziente deve presentarsi all'esecuzione dell'esame a digiuno nelle 6 ore precedenti, così da ridurre le secrezioni di liquidi all'interno dello stomaco e del duodeno (favorendone lo svuotamento) e permettere il riempimento della cistifellea, riducendo la peristalsi intestinale.
In alcuni centri è abituale l'utilizzo di un mezzo di contrasto orale negativo (in genere circa 100 cc di semplice succo di mirtillo oppure un liquido contenente ossido di ferro non assorbibile) al fine di migliorare il contrasto riducendo l'intensità del segnale dei fluidi contenuti nello stomaco e nel duodeno.
Con i nuovi macchinari l’acquisizione delle immagini richiede periodi variabili da 2 a 20 secondi. Le immagini sono acquisite in modo sequenziale al fine di rendere possibile l'evidenziazione della contrazione e del rilassamento del dotto comune e dello sfintere di Oddi.
La MRCP è generalmente combinata con una risonanza magnetica addominale (MRI) convenzionale per permettere la valutazione del parenchima epatico e delle strutture extraduttali.

## Confronto con altre tecniche
A differenze della colangio-pancreatografia endoscopica retrograda, la MRCP  è molto meno invasiva. Sebbene entrambe le tecniche possano rappresentare in dettaglio il sistema duttale, la MRCP consente anche di visualizzare il parenchima circostante. In uno studio del 2008, 269 pazienti sottoposti a ERCP e a MRCP hanno mostrato risultati comparabili tra le due tecniche.